# غيانا
غَيانا وتُسمَّى كذلك غويانا أو غايانا (بالإنجليزية: Guyana)‏ أو غِيَانَة أو رسميًا جمهورية غيانا التعاونية وسابقًا غِيانا البريطانية، هي دولة ذات سيادة على الساحل الشمالي لأمريكا الجنوبية ولكنها ثقافيًا جزء من منطقة البحر الكاريبي الناطقة باللغة الإنجليزية. كانت غيانا مستعمرة هولندية وبريطانية (لأكثر من 200 سنة). هي الدولة الوحيدة من دول الكومنولث في البر الرئيسي لأمريكا الجنوبية كما أنها أيضًا عضو في مجموعة الكاريبي التي يقع مقر أمانتها في عاصمة غيانا جورج تاون. غيانا هي واحدة من الدول القليلة جدًا في الكاريبي والتي ليست جزيرة. حققت غيانا استقلالها عن المملكة المتحدة في 26 مايو 1966، وأصبحت جمهورية في 23 فبراير 1970.
تاريخيًا، تتألف المنطقة المعروفة باسم «غيانا» من مساحة كبيرة من الأرض إلى الشمال من نهر الأمازون وشرقي نهر أورينوكو وتعرف باسم «أرض المياه الكثيرة». تتألف غيانا التاريخية من ثلاث مستعمرات هولندية: ايسيكويبو وديميرارا وبيربيس. يحد غيانا الحديثة إلى الشرق سورينام وإلى الجنوب والجنوب الغربي البرازيل وإلى الغرب فنزويلا ومن الشمال المحيط الأطلسي.
تبلغ مساحتها 215,000 كم2 وهي بالتالي ثالث أصغر دولة ثالثة مستقلة في البر الرئيسي لأمريكا الجنوبية (بعد أوروغواي وسورينام). يبلغ عدد سكانها حوالي 770,000 (بيانات 2002) والتي يشكل الهنود الشرقيون غالبيتها (43.5%) ومن أصل أفريقي (30.2%).

## أصل التسمية
يشتق اسم «غَيانا» من «غِيانا» وهو الاسم الأصلي للمنطقة التي تشمل الآن غَيانا وسورينام (غِيانا الهولندية سابقاً) وغِيانا الفرنسية وأجزاء من فنزويلا والبرازيل. وفقا لقاموس أوكسفورد الإنكليزي يأتي الاسم من كلمة من السكان الأصليين تعني «أرض المياه الكثيرة».

## التاريخ
كانت غيانا مأهولة من قبل قبائل الأراواك والكاريب من الأمريكيين الأصليين. على الرغم من أن كريستوفر كولومبوس لمح غيانا خلال رحلته الثالثة (في 1498)، إلا أن الهولنديين كانوا أول من أقام المستعمرات: ايسيكيبو (1616) وبيربيس (1627) وديميرارا (1752). تولت بريطانيا السيطرة على الأرض في أواخر القرن الثامن عشر كما تنازلت هولندا رسميًا عن المنطقة في عام 1814. في عام 1831 أصبحت المستعمرات الثلاثة المنفصلة مستعمرة بريطانية واحدة تعرف باسم غيانا البريطانية.

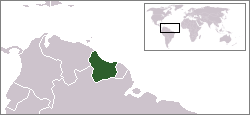
خريطة غيانا الهولندية 1667–1814.

منذ الاستقلال في 1824، طالبت فنزويلا بمساحة من الأرض إلى الغرب من نهر ايسيكيبو. حذرت رسائل من سيمون بوليفار الحكومة البريطانية من استيطان المستوطنين من بيربيس وديميرارا في أراضي فنزويلا وادعائهم ملكيتها. في عام 1899 قضت محكمة دولية بملكية بريطانيا العظمى للأرض.
نالت غيانا استقلالها عن المملكة المتحدة في 26 مايو 1966 وأصبحت جمهورية في 23 فبراير 1970 وظلت عضوًا في الكومنولث. لعبت وزارة الخارجية الأمريكية ووكالة المخابرات المركزية الأمريكية إلى جانب الحكومة البريطانية دورًا قويًا في التأثير على السلطة السياسية في غيانا خلال هذه الفترة. دعمت الحكومة الأميركية فوربس بورنهام خلال السنوات الأولى من الاستقلال لأن تشيدي جاغان كان ماركسيًا. وفروا الدعم المالي والسياسي السري لحملة مؤتمر الشعب الوطني لبورنهام ضد حزب الشعب التقدمي بقيادة جاغان والذي دعمه غالبًا الغيانيون من أصل هندي.
في عام 1978، تلقت غيانا اهتمامًا دوليًا كبيرًا عندما قتل أو انتحر 918 شخصًا جماعيًا - تقريبًا كلهم أمريكيون - (وبينهم أكثر من 300 طفل) من أتباع معبد الشعوب الذي قاده جيم جونز في جونز تاون - وهي مستوطنة أوجدتها معبد الشعوب. أسفر هجوم شنه حراس جيم جونز على مهبط طائرات صغير ناء بالقرب من جونز تاون إلى مقتل خمسة أشخاص بينهم ليو ريان عضو الكونغرس الوحيد على الإطلاق والذي قتل أثناء خدمته في تاريخ الولايات المتحدة.
في مايو 2008، كان الرئيس بارات جاغديو من بين رؤساء الدول الموقعة على المعاهدة التأسيسية لاتحاد دول أمريكا الجنوبية.

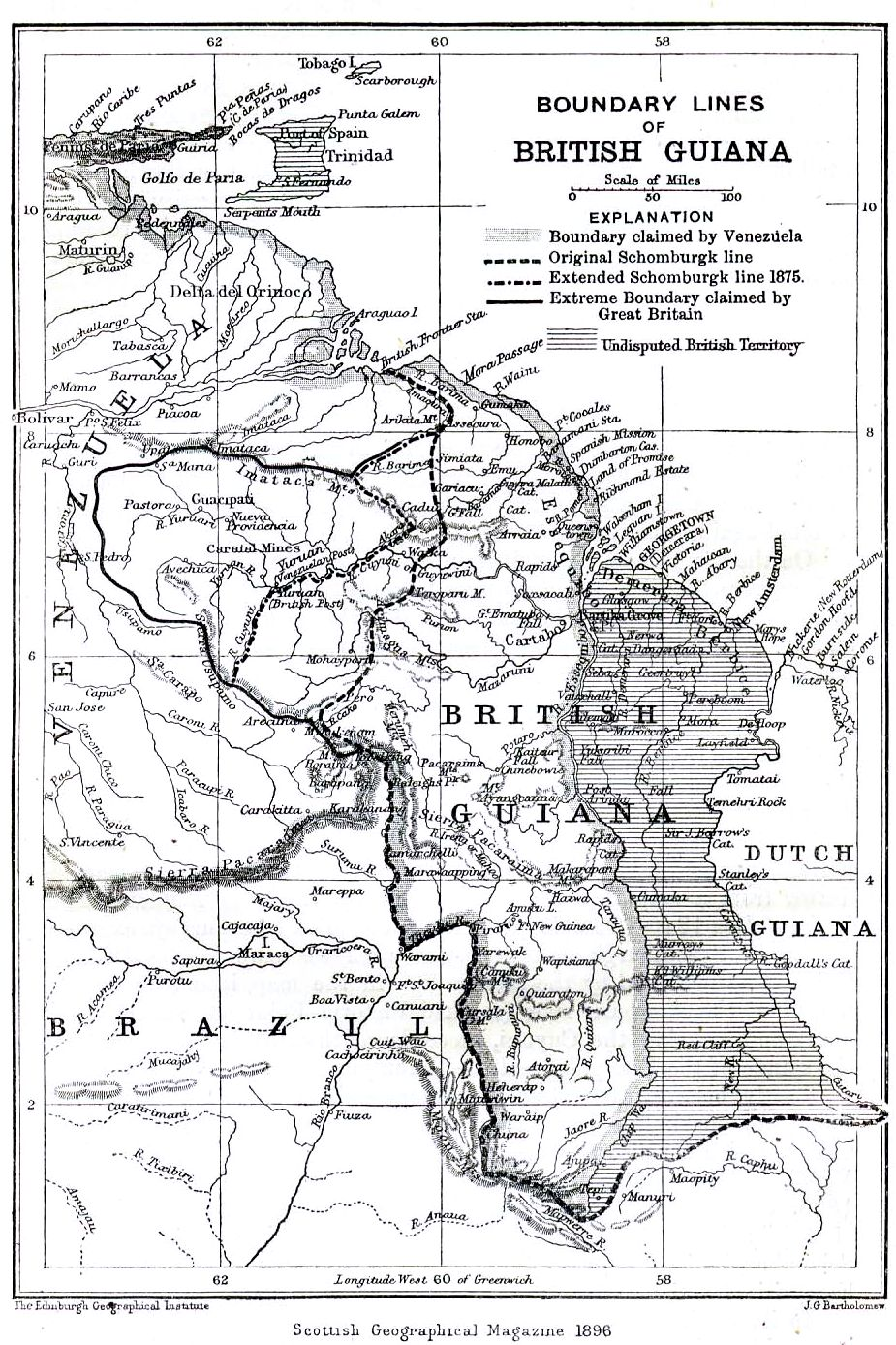
خريطة غيانا البريطانية

### الموقع
تطل غيانا على الساحل الشمالي الشرقي لأمريكا الجنوبية المشرف على المحيط الأطلنطي، وتحدها جمهورية فنزويلا من الغرب، وسورينام من الشرق، والبرازيل من الجنوب، وتقع في حيز النطاق الاستوائي. الأرض تقسم أرض غيانا إلى نطاقات ثلاثة، فالقسم الأول من أرضها والمطل على الساحل سهلي منخفض، يصل في بعض مناطقة إلى ما دون مستوى سطح البحر، ُثم تبدأ الأرض في الارتفاع التدريجي نحو الجنوب الغربي، ويغطي هذا القسم بالغابات الأستوائية الكثيفة، وتبلغ أرض غيانا أقصي ارتفاع لها في الجنوب الغربي، وهنا ينتقل النطاق النباتي إلى حشائش السافانا، وبها عدة أنهار قصيرة تصرف مياهها في المحيط الأطلنطي.

### المناخ
استوائي ترتفع حرارته معظم شهور السنة، ويلطف الماء من حدة حرارة السواحل، والأمطار غزيرة وتسقط في فصلين، الأول من إبريل إلى أغسطس، والثاني من نوفمبر إلى يناير. السكان يتكون سكان غيانا من الهنود والباكستانيين، وهؤلاء حوالي 55% من جملة سكان البلاد، ويشكل الأفريقيون ثلث السكان، وهناك أكثر من 30 ألفاً من الهنود الأمريكين، وهم البقية الباقية من سكان البلاد الأصليين وحوالي 2000 من الأوروبيين، ويوجد حوالي 10000 من أصل صيني، والأقلية الباقية خليط من العناصر السابقة. وتعدد العناصر بغيانا سبب التوتر والقلاقل العديدة التي تشهدها البلاد، وتستعمل اللغتان الإنجليزية والهندية (الآسيوية) والبعض يستعمل اللغتين الصينية والبرتغالية.

## الاقتصاد

### الزراعة
الزراعة والتعدين دعامة اقتصاد غيانا وتشغل الزراعة 1% من جملة مساحة الأرض، وأهم الغلات قصب السكر والأرز، ويزرع الموز، والذرة وجوز الهند في مساحات محدودة والماشية هي من الأغنام والماعز وغيانا من أهم الدول المنتجة لخام البوكسيت، ويشغل الألمنيوم المركز الثاني في صادراتها، ويصنع الألمنيوم محلياً، ووضعت عدة محاولات لتصنيعه والتقليل من تصديره خاماً.

### المعادن
بلغ إنتاجها السنوي من الذهب 11000 أوقية، ومن الماس 10200 قيراط، هذا إلى جانب المنغنيز، كما يستخرج النحاس واليورانيوم.

## السياسة

### التقسيم الإداري

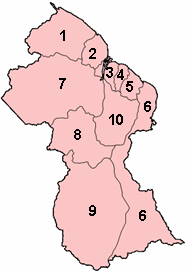
أقاليم غيانا

تنقسم غيانا إلى 10 أقاليم. كل إقليم يدار بواسطة مجلس إقليمي ديمقراطي (Regional Democratic Council) وتنقسم الأقاليم إلى مجالس أحياء (Neighbourhood Democratic Councils).
وهذه هي قائمة الأقاليم:
| م  | الأقاليم                             | العاصمة       | المساحة (كم²) | تعداد السكان (2012) | الكثافة السكانية كم² |
| -- | ------------------------------------ | ------------- | ------------- | ------------------- | -------------------- |
| 1  | إقليم باريما وايني                   | ماباروما      | 20,339        | 26,941              | 1.3                  |
| 2  | إقليم بوميرون شوبينام                | آنا ريخينا    | 6,195         | 46,810              | 7.6                  |
| 3  | إقليم جزر ايسيكويبو غرب ديميرارا     | فرييد إن هوب  | 3,755         | 107,416             | 28.6                 |
| 4  | إقليم ديميرارا ماهايكا               | باراديس       | 2,232         | 313,429             | 140.4                |
| 5  | إقليم ماهايكا بربيسه                 | فورت ولينغتون | 4,190         | 49,723              | 11.9                 |
| 6  | إقليم شرق بربيسه كورنتينه            | نيو أمستردام  | 36,234        | 109,431             | 3.0                  |
| 7  | إقليم كويوني مازاروني                | بارتيكا       | 47,213        | 20,280              | 0.4                  |
| 8  | إقليم بوتارو سيباروني                | ماهديا        | 20,051        | 10,190              | 0.5                  |
| 9  | إقليم تاكوتو العليا إيسيكويبو العليا | ليتيم         | 57,750        | 24,212              | 0.4                  |
| 10 | إقليم ديميرارا العليا بربيسه         | ليندن         | 17,040        | 39,452              | 2.3                  |
|    | غيانا                                | جورج تاون     | 214,999       | 747,884             | 3.5                  |

## السكان
يتكون سكان غيانا من الهنود والباكستانيين وهؤلاء يشكلون أكثر من نصف السكان حوالي 55% من جملة سكان البلاد، ويشكل الأفارقة ثلث السكان وهناك أكثر من ثلاثين ألفا من الهنود الأمريكيين، وهم البقية الباقية من سكان البلاد الأصليين وحوالي 2000 من الأروبيين، ويوجد حوالي عشرة آلاف من أصل صيني، والأقلية الباقية خليط من العناصر السابقة.
وتعدد العناصر بغيانا سبب التوتر والقلاقل العديدة التي تشهدها البلاد وتستعمل اللغتان الإنجليزية والهندية (الآسيوية) والبعض يستعمل اللغتين الصينية والبرتغالية.

### الدين
الدين كاثوليك وبروتستانت، إلا أنه يوجد فيها مسلمين وديانة أوريشا.

### الإسلام في غيانا
قدمت أول هجرة إسلامية إلى غيانا مع الأفارقة الذين جلبهم الهولنديون أيام احتلالهم لغيانا وذلك لتسخيرهم في زراعة حاصلات المناطق المدراية، ولكن هذه الموجة تلاشت نتيجة المعاملة السيئة والتشتيت الاجتماعي، وعندما خلف البريطانيون الهولنديين في احتلال غيانا، جاءوا بهجرات إجبارية من العمال الهنود والآسيويين، لاستغلالهم في الزراعة، كان من بينهم الكثير من المسلمين، ولقد حافظوا على عقيدتهم لذلك أسسوا النواة الأولى للأقلية المسلمة في غيانا، وأخذ عدد المسلمين يتزايد نتيجة الزيادة الطبيعية بين السكان ونتيجة عودة أعداد كبيرة من الأفارقة للإسلام وتقدر نسبة المسلمين بين السكان بحوالي 15% (أي حوالي 156 ألف نسمة)، وفي البلاد حوالي 200 مسجد، وألحقت بمعظم المساجد فصول لتعليم أبناء المسلمين قواعد الإسلام.
ولقد بدأ المسلمون تأسيس المساجد المتواضعة منذ أن استقر بهم المقام بغيانا واتخذوا المسجد كمقر لاجتماعاتهم شبه السرية خوفا من بطش السلطات الاستعمارية، وظلت الأقلية المسلمة بغيانا تواجه هذه التحديات حتى سنة 1227هـ – 1860م، وذلك عندما اعترفت السلطات الاستعمارية ببعض حقوق الأقلية المسلمة بالبلاد، وكان منها حق الزواج وفق الشريعة الإسلامية.

### اللغات
اللغة الإنجليزية هي اللغة الرسمية في غيانا، وتُستخدم في التعليم والحكومة ووسائل الإعلام والخدمات. تتحدث الغالبية العظمى من السكان لغة الكريول الغويانية - وهي لغة كريول تعتمد على اللغة الإنجليزية مع تأثيرات طفيفة من اللغات الأفريقية والهندية والأمريكية الأصلية - لغةً أولى.
ويتحدث عدد قليل من السكان الأصليين (الهنود الأمريكيين) لغات الكاريبي الأصلية (الأكاوايو، والواي واي، والماكوشي).
يتحدث الجيل الأكبر سنًا من مجتمع الغويانيين الهنود اللغة الهندية الكاريبية، ولكن يستخدم الغويانيون الأصغر سنًا اللغة الإنجليزية أو لغة الكريول الغويانية. يتحدث المهاجرون الهندوسوريناميون القادمون من سورينام لغة سارنامي الهندوستانية المختلفة، وخاصة اللهجة الفرعية الهندية النيكيرية البربيسية منها.

### الصحة
قُدر متوسط العمر المتوقع عند الولادة بنحو 69.5 عامًا منذ 2020.
صنف تقرير الصحة العالمية الصادر عن منظمة الصحة للبلدان الأمريكية ومنظمة الصحة العالمية لعام 2014 (باستخدام إحصاءات عام 2012) البلاد على أنها صاحبة أعلى معدل انتحار في العالم، إذ بلغ معدل الوفيات 44.2 لكل 100,000 نسمة. ووفقًا لتقديرات عام 2011 الصادرة عن منظمة الصحة العالمية، يبلغ معدل انتشار فيروس نقص المناعة البشرية 1.2% بين المراهقين والبالغين (الذين تتراوح أعمارهم بين 15 و49 عامًا).

### التعليم
أُدخلت الطوائف المسيحية التبشيرية التعليم إلى غيانا وأدارته بشكل أساسي. غالبًا ما كانت النخبة الغنية من أصحاب المزارع ترسل أطفالها لتلقي التعليم في الخارج في إنجلترا، ولكن المدارس تطورت في غيانا مع الوقت، وباتت تحاكي نظام التعليم البريطاني. أصبح التعليم الابتدائي إلزاميًا في 1876، ومع ذلك، حاجة الأطفال للمساعدة في العمل الزراعي منعت العديد منهم من الذهاب إلى المدرسة. وفي ستينيات القرن العشرين، سيطرت الحكومة على جميع المدارس في البلاد. وأُلغيت الرسوم، وافتتحت مدارس جديدة في المناطق الريفية، وتأسست جامعة غيانا، فلم يعد الطلاب بحاجة إلى الذهاب إلى الخارج للحصول على التعليم العالي.
كانت نسبة معرفة القراءة والكتابة في غيانا من بين أعلى النسب في منطقة البحر الكاريبي، إذ بلغت النسبة المقدرة 96% في 1990. وفي تقدير لليونسكو عام 2014، بلغت النسبة 96.7% في الفئة العمرية 15-24 عامًا. ومع ذلك، قد تكون نسبة المعرفة الوظيفية بالقراءة والكتابة 70% فقط.
يجب على الطلاب اجتياز اختبار التقييم الوطني للصف السادس (إن. جي. إس. إيه.) للالتحاق بالمدرسة الثانوية في الصف السابع. ويجتازون اختبارات شهادة الكفاءة الكاريبية (سي. إكس. سي.) في نهاية المرحلة الثانوية. وقد أدخلت المدارس اختبارات شهادة الكفاءة المتقدمة في منطقة الكاريبي (سي. إيه. بي. إي.) والتي أدخلتها جميع دول منطقة الكاريبي الأخرى. يوجد نظام المستوى المتقدم (المستوى إيه الموروث من الحقبة البريطانية في عدد قليل من المدارس فقط.
تؤثر التحديات المتعلقة بالبنية التحتية على إمكانية الوصول إلى التعليم، وخاصة للطلاب في المناطق النائية. وأظهر تقييم للبنك الدولي أن نحو 50% من المعلمين كانوا «غير مدربين، ويعملون بمواد تعليمية غير ملائمة، ويقدمون خدماتهم لأطفال تُعد مستويات ذويهم متدنية في المعرفة بالقراءة والكتابة».